# Цепная пушка
Цепная пушка (англ. chain gun) — тип автоматической пушки или пулемёта, который использует внешний источник энергии для циклического действия оружия через непрерывный цикл цепи, обычно цепным электроприводом, аналогичный тому, который используется на мотоцикле или велосипеде. Это отличает данный тип оружия от того, в котором отводится избыточная энергия от порохового заряда патрона, как в обычном автоматическом огнестрельном оружии. Важнейшим преимуществом цепных пушек перед другими системами автоматики является их высокая надежность и управляемость. Вместо зависимости от пороховых газов, которые трудно контролировать,  процесс зарядки цепной пушки осуществляется с помощью электродвигателя.

## История создания
В 1972 году Hughes Helicopters начала исследовательскую работу по разработке единой пушки для стрельбы 20-мм снарядом M50 для армии США. В апреле 1973 года в рамках программы были произведены испытательные стрельбы более мощными 30-мм боеприпасами WECOM из прототипа модели А с ленточным питанием. В январе 1975 года была добавлена модель «C», бесконтактная версия для ударного вертолета YAH-64. Позже вертолёт был принят на вооружение как McDonnell Douglas AH-64 Apache. Этот вертолёт получил новую автоматическую пушку, которая получила обозначение как цепная пушка M230 в качестве стандартного вооружения.
В 1976 году компания Hughes Helicopters запатентовала цепную пушку, и с тех пор она была развита в нескольких других системах автоматических пушек разных калибров.
По состоянию на 2019 год термин «цепная пушка» является зарегистрированным товарным знаком компании Northrop Grumman Innovation Systems, ранее называвшейся Orbital ATK, поглотившей Hughes Helicopters, для «пушек с внешним приводом».

## Экземпляры
| Модель                     | Калибр        | Техника                                                               |
| -------------------------- | ------------- | --------------------------------------------------------------------- |
| L94A1 chain gun            | 7,62 × 51 мм  | ББМ «Челленджер 2» и «Уорриор» (курсовой пулемёт)                     |
| Profense PF 50             | 12,7 × 99 мм  |                                                                       |
| Northrop Grumman Sky Viper | 20 × 102 мм   | Экспериментальная модификация M230                                    |
| M242 Bushmaster            | 25 × 137 мм   | ББМ M2 «Брэдли» и LAV-25. Корабельный вариант — пушка Mk 38           |
| Mark 44                    | 30 × 173 мм   | БМП CV90. Корабельные варианты — пушка DS30M и Mk 46                  |
| M230                       | 30 × 113 мм B | AH-64 «Apache»                                                        |
| Bushmaster III             | 35 × 228 мм   | CV90                                                                  |
| Bushmaster IV              | 40 × 365 мм R | Использует те же боеприпасы, что и пушка Bofors L70                   |
| XM813 (Bushmaster II)      | 40 × 180 мм   |                                                                       |
| XM913 (Bushmaster III)     | 50 x 228 мм   | Для стрельбы программируемым снарядом XM1204 High Explosive Air Burst |